# Breguet Br.521
Вr.521 Bizerte — французская разведывательная летающая лодка компании Бреге. Выпускалась в 1934—1939 годах.

## История

### Создание
История самолёта началась в 1931 году, когда компания Breguet приобрела лицензию на строительство французской версии британской летающей лодки Шорт S.8 «Калькутта». Опытный образец этого самолёта, Вr.521-01, строился в соответствии с требованиями заказа французского флота на летающую лодку, предназначенную для дальней разведки в море, выданного в 1932 году. Его конкурентами в конкурсе были Latécoère 582, LeO H42 от Lioré et Olivier и Loire 70.
В том же году ВВС Франции заказали установочную серию из трёх летающих лодок.
Самолёт впервые поднялся в воздух 11 сентября 1933 года в Гавре. В ходе испытаний на первоначально стоявшие открыто моторы надели капоты NACA. В январе 1934 г. приступили к официальному опробованию машины в Сен-Рафаэле. Испытания продолжались до середины сентября 1934 года. 1 апреля 1935 года опытный экземпляр перегнали в Шербур для войсковых испытаний в эскадрилье 1Е2. Во вторую серийную машину внесли некоторые изменения. Основными из них явились ликвидация открытой носовой огневой точки, удлинение фонаря кабины вперед и введение блистерных установок на бортах лодки сразу за пилотской кабиной.

### Эксплуатация до войны
Эскадрильи Е2 и ЕЗ начали освоение новых самолётов в самом конце 1935 года. Впоследствии на Вr.521 выдали ещё несколько небольших заказов. Седьмой самолёт сдали в марте 1936 года, двенадцатый — перед концом года. Эта двенадцатая машина имела двигатели Испано-Сюиза 14АА и обозначалась Вr.522. Она была единственной в своем роде — все остальные «Бизерты» оснащались авиадвигателями фирмы «Гном-Рон».
Ещё одну серию из десяти летающих лодок заказали 30 ноября 1936 года. 12 ноября 1937 года к ней добавили ещё три самолета. Эти скромные заказы были достаточны, чтобы производство велось непрерывно. 10 апреля 1937 года завод в Гавре вошел в национализированный концерн SNCAN, но это никак не сказалось на выпуске «Бизерт». 25-28-я машины были сданы в сентябре 1938 года
По состоянию на 1 сентября 1939 года эскадрильи Е1, Е2, ЕЗ и Е5 имели по 4-5 Вr.521 каждая. 15 октября началось формирование ещё одной эскадрильи, Е9, получившую четыре «Бизерты». Несмотря на устарелость конструкции, 12 сентября 1939 года ВВС Франции заказали ещё 12 летающих лодок этого типа с усовершенствованным оборудованием, включавшим радиостанцию SARAM 3.11. Впоследствии 12 декабря этот заказ урезали до трёх машин. Первая из них взлетела в феврале 1940 года.

### Вторая мировая война
С самого начала боевых действий «Бизерты» патрулировали Атлантический океан и Средиземное море. С 1 августа 1940 года эскадрильи Е1, Е2, ЕЗ, Е5 и Е9 переименовали соответственно в IE, 2E, ЗЕ, 5Е и 9Е. На 15 августа в строю авиации французского флота ещё находились 20 «Бизерт». Десять из них находились на техническом обслуживании или в ремонте, а одна готовилась пойти на слом.
Из пяти эскадрилий, вооруженных Вr.521, при правительстве Виши осталось только две, IE и 9Е. Остальные после перемирия с немцами расформировали.
Эскадрилью IE послали в Карубу (Тунис), где в её составе находились три «Бизерты». 9E летала из Берра, имея три Вr.521 и три летающих лодки LeO Н.470.
Когда германские войска вторглись в ранее не оккупированную часть Франции, немцы быстро реквизировали Вr.521, найденными в консервации. Эти летающие лодки вошли в состав «люфтваффе». Они совершали спасательные полеты из Лориана и Сен-Мандрье. По меньшей мере один из них был сбит
В августе 1944 года канадские войска захватили у немцев один Вr.521 и передали его французам. После ремонта с октября он вошел в состав французской морской авиации и недолго применялся как транспортный для перевозок из Северной Африки в Европу. В мае 1946 года самолёт попал в аварию, после чего был списан.
На сегодняшний день ни один самолёт не сохранился.

## Конструкция
«Вr.521» имел цельнометаллическую конструкцию. Все горючее содержалось в баках в нижнем крыле, общий объём которых равнялся 5250 л. Вооружение состояло из двух стрелковых точек по обоим бортам в передней части лодки, ещё двух таких же сразу за крыльями и пятой в хвостовой оконечности фюзеляжа. Серийные «Бизерты» оснащались звездообразными двигателями Гном-Рон 14Kirsl по 900 л. с.

## Модификации
- Br. 521 — первоначальная модификация самолёта. Построен 31 экземпляр.
- Br. 522 — модификация, переоснащенная тремя двигателями Hispano-Suiza 14AA мощностью 1000 л. с. Построен 1 экземпляр.
- Br. 530 Saigon — пассажирская модификация самолёта с тремя двигателями жидкостного охлаждения Испано-Сюиза 12Ybr. Построено 2 экземпляра.[3]

## Лётные данные

схема Br.521

Источник данных: Warplanes of the Second World War. Vol. 5. Flying Boats, The encyclopedia of military aircraft

Технические характеристики
- Экипаж: 8 человек
- Длина: 20,5 м
- Размах крыла: 35 м
- Высота: 7,45 м
- Площадь крыла: 162,5 м²
- Масса пустого: 9 470 кг
- Максимальная взлётная масса: 16 600 кг
- Силовая установка: 3 ×  Gnome-Rhone 14Kirs либо 14N-11
- Мощность двигателей: 3 × 900 л.с. (3 × 670 кВт)
- Воздушный винт: трёхлопастные, изменяемого шага

Лётные характеристики
- Максимальная скорость: 245 км/ч
- Крейсерская скорость: 200 км/ч
- Практическая дальность: 3000 км
- Практический потолок: 6 000 м
- Нагрузка на крыло: 90,2 кг/м²

Вооружение
- Стрелково-пушечное: 5 × 7,5-мм пулемётов Darne (по 2 с левого и правого борта и 1 в хвостовой части)
- Боевая нагрузка: до 1600 кг бомб на подкрыльных подвесках или две 800-кг торпеды

## Эксплуатанты
Франция
- Авиация ВМС Франции
- Air France: 2 Br.530, F-AMSV "Algérie" и F-AMSX "Tunisie" (1935-)[6]

 Германия
- Люфтваффе: Seenotdienst.